# Ding Xinyi
Ding Xinyi (en chino: 丁欣怡, Chongqing, 27 de agosto de 2004) es una deportista china que compite en gimnasia rítmica, en la modalidad de conjuntos.
Participó en los Juegos Olímpicos de París 2024, obteniendo una medalla de oro en la prueba por conjuntos (junto con Guo Qiqi, Hao Ting, Huang Zhangjiayang y Wang Lanjing).
Ganó dos medallas en el Campeonato Mundial de Gimnasia Rítmica de 2023, oro en la prueba de 5 con aro y plata en el concurso completo.

## Palmarés internacional
| Juegos Olímpicos   | Juegos Olímpicos  | Juegos Olímpicos | Juegos Olímpicos  |
| Año                | Lugar             | Medalla          | Prueba            |
| ------------------ | ----------------- | ---------------- | ----------------- |
| 2024               | París (Francia)   | Medalla de oro   | Conjuntos         |
| Campeonato Mundial |                   |                  |                   |
| Año                | Lugar             | Medalla          | Prueba            |
| 2023               | Valencia (España) | Medalla de oro   | 5 con aro         |
| 2023               | Valencia (España) | Medalla de plata | Concurso completo |